# لاري بارنت
لاري بارنت (بالإنجليزية: Larry Barnett) هو حكم كرة قاعدة ‏ أمريكي، ولد في 3 يناير 1945 في نيترو في الولايات المتحدة.